# A Karácsony-sziget zászlaja
A sárga és a zöld Ausztrália nemzeti színei, a Dél keresztje csillagai is a sziget Ausztráliához fűződő kapcsolatára utalnak. A kék az Indiai-óceánt, a zöld a trópusi esőerdőt idézi, a madár pedig a csak itt élő Karácsony-szigeti trópusimadár (Phaethon lepturus fulvus) aranyszínű sematikus ábrája.
A sziget sziluettje is megjelenik a zászló közepén elhelyezett sárga körben.